# Reduto
Reduto este un oraș în Minas Gerais (MG), Brazilia.